# Dasyphora affricana
Dasyphora affricana är en tvåvingeart som först beskrevs av Camillo Rondani 1863.  Dasyphora affricana ingår i släktet Dasyphora och familjen husflugor. Inga underarter finns listade i Catalogue of Life.